# Sobór Pokrowski w Łucku
Sobór Pokrowski (ukr. Собор Покрови Пресвятої Богородиці) – prawosławna cerkiew w Łucku. Od 1992 pełni funkcje katedry eparchii wołyńskiej Ukraińskiego Kościoła Prawosławnego Patriarchatu Moskiewskiego.

## Historia

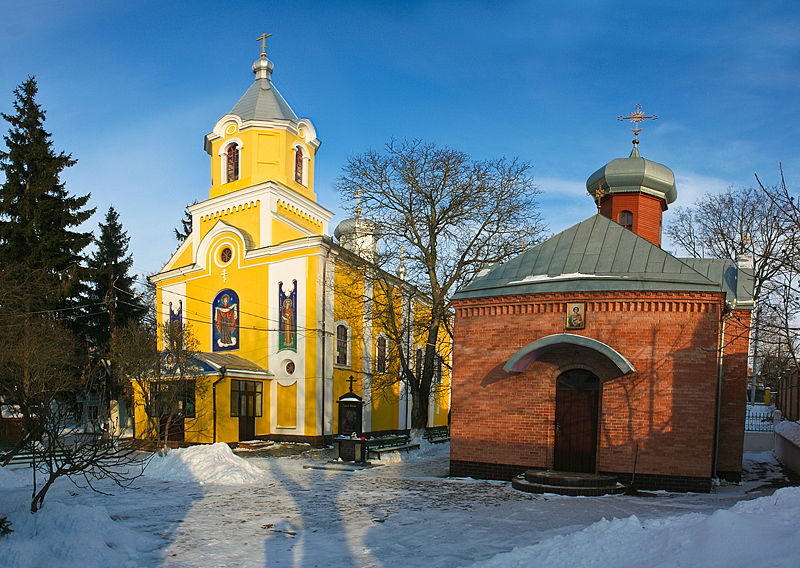
Cerkiew Opieki Matki Bożej od frontu, po prawej kaplica św. Pantelejmona

Dokładny okres powstania świątyni nie jest ustalony. Wśród hipotez na ten temat pojawia się zarówno teza o wzniesieniu cerkwi przez wnuków Włodzimierza Wielkiego, jak i twierdzenie o budowie świątyni dopiero w XV stuleciu. Według dokumentów z 1583, w roku tym cerkiew istniała już od dłuższego czasu i była w złym stanie technicznym. Po 1625 w związku z tym obiekt został najprawdopodobniej całkowicie rozebrany i zastąpiony najpierw drewnianą, a następnie murowaną świątynią. Inicjatorem jej całkowitego remontu był biskup Atanazy (Puzyna).
W latach 1803–1826 cerkiew Opieki Matki Bożej pełniła funkcje unickiej cerkwi katedralnej. Po kasacie biskupstwa unickiego w mieście w 1826 stała się prawosławną katedrą, którą pozostawała do 1880. W tym okresie była dwukrotnie remontowana (po pożarach w 1831 i 1845), zaś w latach 1873–1876 znacząco rozbudowana: dostawiono dzwonnicę z przedsionkiem, wzniesiono kopuły oraz dobudowano zakrystię. W toku przebudowy architektura cerkwi uległa poważnej zmianie; odtąd przypominała ona stylowo raczej świątynie wznoszone w tym samym okresie w Rosji europejskiej niż inne cerkwie Wołynia. W 1887 do wnętrza wstawiony został nowy ikonostas. Cerkiew ucierpiała w okresie I wojny światowej, została jednak szybko odrestaurowana. W latach 1932 i 1966 we wnętrzu obiektu były również wykonywane nowe freski. W 1960 główna kopuła cerkwi została zniszczona przez huragan; jej odbudowa miała miejsce 8 lat później. W okresie przynależności Łucka do ZSRR świątynia pozostawała czynna, jednak część jej najcenniejszego wyposażenia (np. Wołyńska Ikona Matki Bożej) została skonfiskowana i przekazana do muzeów.

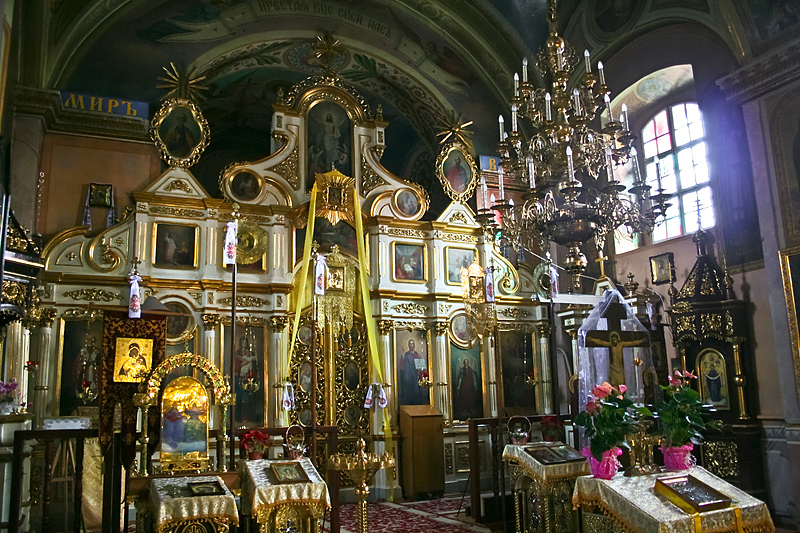
Wnętrze cerkwi

W 1992, po rozłamie w Kościele prawosławnym na Ukrainie, Ukraiński Kościół Prawosławny Patriarchatu Kijowskiego przejął, z poparciem lokalnych władz, sobór Świętej Trójcy w Łucku – dotychczasowy sobór eparchii wołyńskiej. Patriarchat Kijowski ubiegał się również o pozyskanie cerkwi Opieki Matki Bożej, do czego jednak nie doszło z powodu determinacji wiernych, na czele z biskupem Nifontem (Sołoduchą), którzy pragnęli zachować jurysdykcję Ukraińskiego Kościoła Prawosławnego Patriarchatu Moskiewskiego. Po trzytygodniowym okresie zamknięcia cerkwi, opieczętowanej na polecenie władz, jej właścicielem pozostaje Patriarchat Moskiewski, zaś świątynia pełni (tymczasowo) funkcje katedry jego eparchii wołyńskiej. Tym samym cerkiew Opieki Matki Bożej jest jedyną prawosławną świątynią w Łucku, która przez cały okres swojego udokumentowanego istnienia była czynna.